# 小红珠绢蝶
小红珠绢蝶（学名：Parnassius nomion），凤蝶科绢蝶属的一种，分布于俄罗斯、哈萨克斯坦、中华人民共和国、朝鲜以及美国阿拉斯加州等地区。
本种于2023年被收录入中国《有重要生态、科学、社会价值的陆生野生动物名录》。